# Ferdinand Eckbrecht von Dürckheim-Montmartin
Graf Ferdinand Felix Carl Eckbrecht von Dürckheim-Montmartin (* 1. Juli 1812 in Thürnhofen bei Feuchtwangen; † 20. Juni 1891 in Amstetten) war ein französischer Beamter.

## Leben

### Familie
(Quelle:)

Ferdinand Eckbrecht von Dürckheim-Montmartin entstammte dem elsässischen Uradelsgeschlecht Eckbrecht von Dürckheim. Sein Vater war Karl Friedrich Johann Eckbrecht von Dürckheim-Montmartin (* 15. November 1770 in Regensburg; † 1. August 1836 in Blaesheim im Elsass), schwedischer und württembergischer Kammerherr, Gesandter in Den Haag. Seine Mutter war Amalie Philippine Luise (* 11. Februar 1774 in Ludwigsburg; † 17. November 1845 in Bonn), eine Tochter des Freiherrn Christian Carl Ludwig Eckbrecht von Dürckheim (1740–1789). Sein Großvater war Friedrich Samuel von Montmartin, der sich als württembergischer Premierminister und Geheimratspräsident auf vielfältige Weise bereichert hat. Seine Geschwister waren:
- Georg Friedrich Wilhelm Alfred Eckbrecht von Dürckheim-Montmartin (* 11. August 1794 in Stuttgart; † 22. Januar 1879 im Schloss Hagenberg);
- Amalia Eleonora Sofia Vilhelmina Lovisa Paulina Eckbrecht von Dürckheim-Montmartin (* 23. Februar 1801; † 1847), verheiratet mit Baron Carl Christian Fredrik Henning Sparre (1801–1849);
- Georg Franz Otto Gustav Eckbrecht von Dürckheim-Montmartin (* 17. März 1802 in Thürnhofen, Bayern; † 2. März 1877 in Berlin), königlich schwedischer Kammerherr
- Charlotte Eckbrecht von Dürckheim-Montmartin (* 22. Februar 1803 in Thürnhofen; † 5. Juni 1831 in Eybach), verheiratet mit Graf Christoph Martin Maximilian Friedrich von Degenfeld-Schonburg (1797–1866);
- Otto Eckbrecht von Dürckheim-Montmartin (* 23. Juli 1804; † 2. März 1880).

Ferdinand Eckbrecht von Dürckheim-Montmartin heiratete in erster Ehe am 25. November 1834 in Straßburg, Elsass, Mathilde (* 11. Mai 1815 in Straßburg, Elsass; † 6. August 1847 in Pau, Béarn), eine Tochter von Johann Friedrich von Türckheim (1780–1850), Präsident des Direktoriums der Kirche augsburgischer Konfession im Elsass und Bürgermeister in Straßburg. Gemeinsam hatten sie einen Sohn:
- Carl Friedrich Edgard Eckbrecht von Dürckheim-Montmartin (* 11. Mai 1836; † Sept. 1870. Im Gefecht bei Beaumont am 30. August verwundet, wenige Tage später im Spital von Mézières an Typhus verstorben.[4])

In zweiter Ehe war er seit 1849 mit Franziska Josephine Auguste (* 21. August 1816 in Straßburg; † 1. November 1903 in Meran), eine Schwester seiner ersten Ehefrau, verheiratet. Bei den Schwestern handelte es sich um die Enkelinnen von Lili Schönemann, die 1775 mit Johann Wolfgang von Goethe verlobt war. Sie hatten drei Söhne:
- Wolfgang Friedrich Eckbrecht von Dürckheim-Montmartin (* 14. Dezember 1849 in Schlettstadt, Elsass; † 14. Mai 1937 in Aigen bei Salzburg) ⚭ 1880 Pauline Leick (1858–1941)
- Kuno Erasmus Eckbrecht von Dürckheim-Montmartin (* 13. November 1852; † unbekannt)
- Ferdinand Albert Eckbrecht von Dürckheim-Montmartin (* 20. Januar 1854 in Frœschwiller; † 1. September 1935 in Straßburg), großherzoglich-badischer Kammerherr und königlich-preußischer Rittmeister ⚭ 1882 Eugenie Haniel (* 1865), gesch. 1903

Sein Großneffe Alfred Eckbrecht von Dürckheim-Montmartin (1850–1912) stand im Range eines bayerischen Generals der Infanterie und erlangte Berühmtheit als Flügeladjutant und letzter Vertrauter von König Ludwig II. bei dessen Verhaftung 1886.

### Werdegang
Ferdinand Eckbrecht von Dürckheim-Montmartin kehrte 1815 mit seinem Vater auf den Familienbesitz zurück, der während der Revolution beschlagnahmt worden war und absolvierte ab 1828 ein Jura-Studium an der Universität Straßburg. 1833 folgte die Prüfung zum Lizentiaten der Rechte und er wurde Privatsekretär des Präfekten in Straßburg. Seine erste selbständige Aufgabe erhielt er 1836 als Unterpräfekt in Espalion im Département Aveyron, 1838 zu Nantua (Département Ain) und 1840 zu Weißenburg im Elsass. 1844 hatte er als Unterpräfekt in Peronne die Oberaufsicht über den Prinzen Louis Napoléon (Napoleon III.), der in Ham gefangen saß, und knüpfte mit diesem eine Bekanntschaft an. 1844 bis 1848 war er Unterpräfekt von Provins (Département Seine-et-Marne).
1848 wurde Ferdinand Eckbrecht von Dürckheim-Montmartin, während der Februarrevolution in Paris, durch den neuen Präsidenten Napoleon III. Unterpräfekt in Schlettstadt (Département Bas-Rhin), der ihn später von 1850 bis 1853 zum Präfekten in Kolmar (Département Haut-Rhin) machte. In dieser Stellung war er für die Aufrechterhaltung des deutschen Unterrichts in den Volksschulen und für eine engere Verbindung mit der Rheinpfalz beziehungsweise mit Baden tätig. Wegen eines Konflikts mit Victor Fialin, duc de Persigny bat er 1853 um seine Entlassung.
1854 wurde er Generalinspektor der französischen Telegrafenverwaltung und nahm als deren Vertreter 1869 auf der Wiener Weltausstellung teil und war dort Mitglied der Jury.
1871 ließ er sich auf den inzwischen alten zurückgekauften Familienbesitz in Frœschwiller nieder und versuchte den Übergang des Elsass in das neue Deutsche Reich zu erleichtern. Er gehörte zu der Notabelndelegation, die im März 1872 dem Reichskanzler Otto von Bismarck die Wünsche des Landes vortrug. Nachdem seine Ratschläge hinsichtlich der Behandlung der Einwohner nicht befolgt wurden, er meinte, dass das politisch gänzlich unreife Volk mit kräftigem Willen und rücksichtsloser Beharrlichkeit erzogen und deutsch gemacht werde, zog er sich aus dem politischen Leben zurück. Weil er die Statthalterschaft Edwin von Manteuffels für besonders schädlich hielt, siedelte er 1883 auf das Schloss Edla in Edla bei Amstetten in Niederösterreich über.

## Schriften (Auswahl)
- Lilli's Bild geschichtlich entworfen; mit einem Anhang Lilli's Briefwechsel enthaltend. Nördlingen 1879.
- Poetische Versuche in zwei Sprachen. C. H. Beck, Nördlingen 1879.
- Allerlei Gereimtes und Ungereimtes. Metzler, Stuttgart 1890.
- Erinnerungen alter und neuer Zeit. J.B. Metzler, Stuttgart 1910.
- mit Guido Knörzer: Erinnerungen eines elsässischen Patrioten. Lutz, Stuttgart 1923.